# Banqiao, Shou
Banqiao (kinesiska: 板桥) är en köping i östra Kina. Den ligger i Shou härad i staden Huainan i provinsen Anhui, omkring 81 kilometer nordväst om provinshuvudstaden Hefei.